# Brad Mehldau
Brad Mehldau (Jacksonville, 23 agosto 1970) è un pianista jazz statunitense.

## Biografia
Brad Mehldau è salito alla ribalta giovanissimo negli anni novanta. Pianista di formazione classica, si è presto convertito al jazz. A New York frequenta la New School e ha come insegnanti i pianisti Fred Hersch, Kenny Werner e il batterista Jimmy Cobb. Quest'ultimo lo assolda per suonare nella sua band e il sassofonista Joshua Redman lo chiama per il suo quartetto. Nel 1994 Mehldau forma un trio sulle orme e sotto l'influenza del pianista Bill Evans a cui si ispira e dal quale ha ereditato la capacità armonica e introspettiva. Incide il primo album intitolato Introducing nel 1995, un manifesto dei suoi prossimi lavori in trio. Nel 1999 concepisce Elegiac Cycle, album solista, diverso dal solito, vagamente impressionista, postmoderno, minimale, dove sono udibili gli studi classici che impregnano la sua cultura musicale. Nel 2000 arriva il disco Places, sempre in trio e forse il migliore di tutti. Incide nel 2002 Largo non più con il suo abituale trio ma con gruppi diversi: altri spazi si stanno aprendo alla musica di Mehldau. Con Live in Tokyo conferma la maturità raggiunta come solista e la rivista statunitense di jazz Down Beat ne glorifica la sua arte premiandolo come miglior pianista jazz del 2004. Nell'estate 2021 si esibisce al Festival dei 2 mondi di Spoleto.

## Stile
Mehldau suona composizioni originali, standard jazz ed arrangiamenti jazz di canzoni famose, con una preferenza per la musica dei Radiohead, di Nick Drake e dei Beatles. Nell'album "Day is done" (2005) è presente una versione del brano "50 ways to leave your lover" di Paul Simon. Mehldau è conosciuto soprattutto come leader del Brad Mehldau Trio, con il bassista Larry Grenadier e i batteristi Jorge Rossy e Jeff Ballard (che ha sostituito Rossy nel 2005).
Ha anche suonato e registrato come solista e in collaborazioni con Peter Bernstein, Mark Turner, Charlie Haden, e altri. Nel 2004, Mehldau ha fatto un tour con Kurt Rosenwinkel e Joshua Redman.
Mehldau a volte è confrontato con Bill Evans ma non gli piace il confronto, come spiega nell'introduzione a The Art of the Trio IV. Paragonato anche a Keith Jarrett, descrive i lavori solisti di Jarrett più come ispirazione che influenza. Altre influenze citate sono Miles Davis, Larry Goldings, Kurt Rosenwinkel, Jesse Davis, David Sánchez, e gli altri membri del suo trio . La sua formazione classica è evidente, e spesso suona una diversa melodia con ciascuna mano, in insoliti metri quali 5/4 e 7/4.

## Discografia

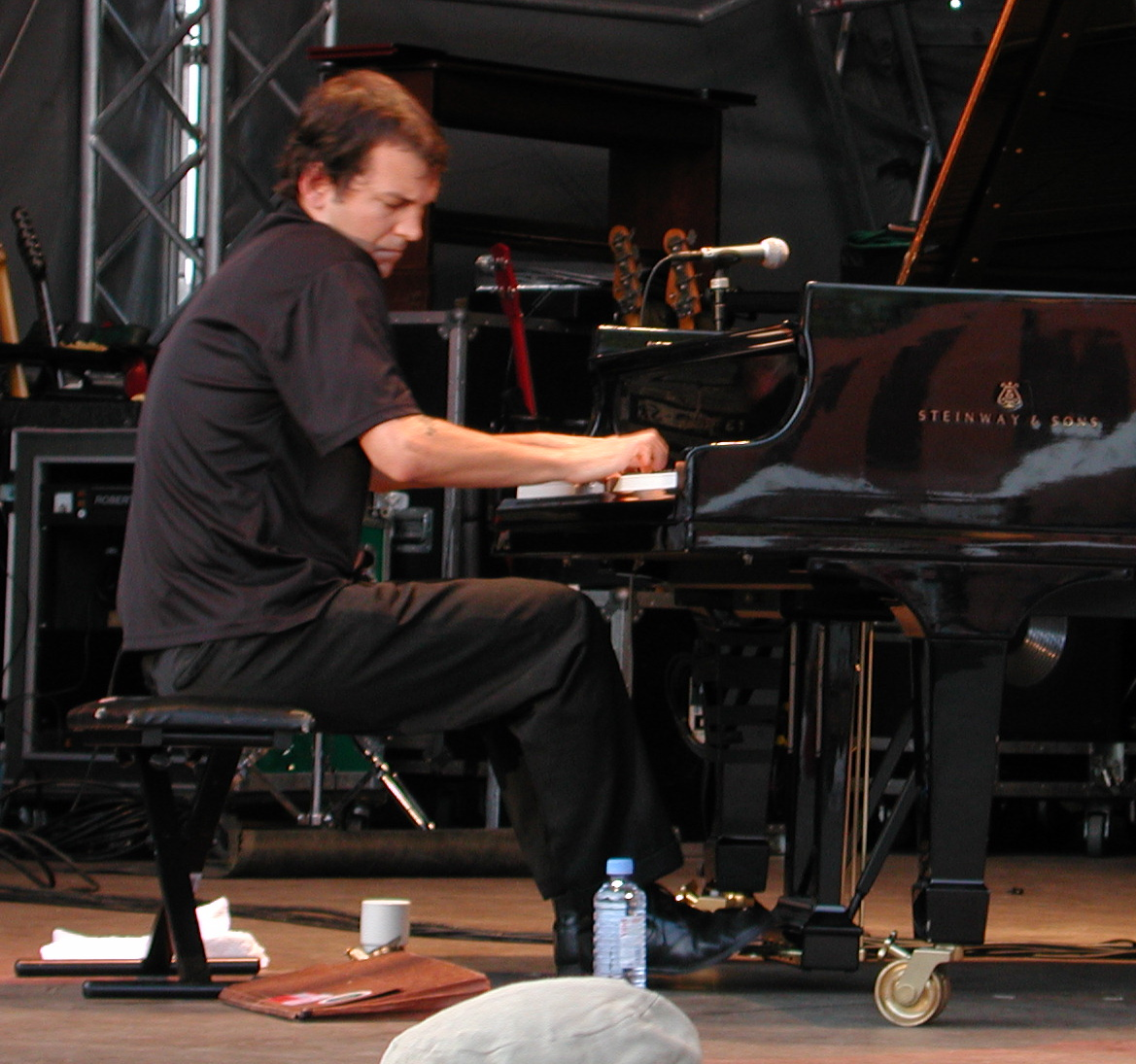
Brad Mehldau nel 2001

### Album come leader o solista
- Introducing Brad Mehldau (1995)
- The Art of the Trio (1996)
- The Art of the Trio II — Live At The Village Vanguard (1997)
- The Art of the Trio III — Songs (1998)
- Elegiac Cycle (1999)
- The Art of the Trio IV — Back At The Vanguard (1999)
- Places (2000)
- The Art of the Trio V — Progression (2001)
- Largo (2002)
- Anything Goes (2004)
- Live in Tokyo — Solo Piano (2004)
- Day is Done (Trio) (2005)
- House on Hill (Trio) (2006)
- Live (Trio) 2008
- Highway rider doppio cd (quintetto con orchestra diretta da Dan Coleman) (2010)
- Live in Marciac doppio cd dal vivo + DVD (piano-solo) (2011)
- Where do you start (2012)
- Ode  (2012)
- 10 Years Solo Live (2015)
- Blues and Ballads (2016)
- After Bach (2018)
- Seymour reads Constitution (2018)
- Finding Gabriel (2019)
- Jacob's Ladder (2022)
- Your mother should know - Brad Mehldau plays The Beatles (2023)

### Album come co-leader
- New York-Barcelona Crossing Volume 1 (1993) Mehldau, Rossy, Rossy, Sambeat
- New York-Barcelona Crossing Volume 2 (1993) Mehldau, Rossy, Rossy, Sambeat
- When I Fall In Love (1993) Mehldau & Rossy Trio
- Consenting Adults (1994) Mehldau, Turner, Bernstein, Grenadier, Parker
- Alone Together (1997) Mehldau, Haden, Konitz
- Another Shade of Blue (1999) Mehldau, Haden, Konitz
- Close Enough For Love (1999) Fleurine
- Don't Explain (2004) Joel Frahm, Brad Mehldau
- Love Sublime (2006) Brad Mehldau, Renée Fleming
- Metheny - Mehldau (2006) Brad Mehldau, Pat Metheny
- Metheny - Mehldau Quartet (2007) Brad Mehldau, Pat Metheny
- Taming The Dragon (2014) Mehliana (Brad Mehldau & Mark Giuliana)

### Album come sideman
- "Mood Swing" (1994) Joshua Redman
- Timeless Tales (for Changing Times) (1998) Joshua Redman
- The Water Is Wide (2000, ECM) Charles Lloyd
- Work for me (2000, Verve) John Scofield
- Hyperion With Higgins (2001, ECM) Charles Lloyd
- Alegria (2003, Verve) Wayne Shorter
- Like a Dream (2004, CryptoGramophone) Darek Oleszkiewicz
- Deep Song (2005, Verve) Kurt Rosenwinkel
- Blues Cruise (2005, FSNT) Chris Cheek

### Colonne sonore
- Midnight In The Garden of Good and Evil (1997)
- Space Cowboys (2000)
- Million Dollar Hotel (2000)
- Ma Femme Est une Actrice (2001)